# Antonie Adamberger
Antonie Adamberger, née le 31 décembre 1790 à Vienne et morte le 25 décembre 1867 dans la même ville, est une actrice de théâtre autrichienne.

## Biographie
Fille du ténor Johann Valentin Adamberger et de l'actrice Maria Anna Adamberger, elle est recueillie à la mort de ses parents par le dramaturge Heinrich Joseph von Collin.
Elle a débuté à l'âge de seize ans au Burgtheater. Elle joue notamment des rôles d'ingénue.
Elle a interprété Béatrice dans La Fiancée de Messine, de Schiller, ainsi que Desdémone et Emilia Galotti
Pour la musique de scène Egmont Beethoven compose Die Trommel gerühret et Freudvoll und leidvoll  pour Adamberger, qui évoque plus tard avec enthousiasme leur collaboration.

## Notes et références

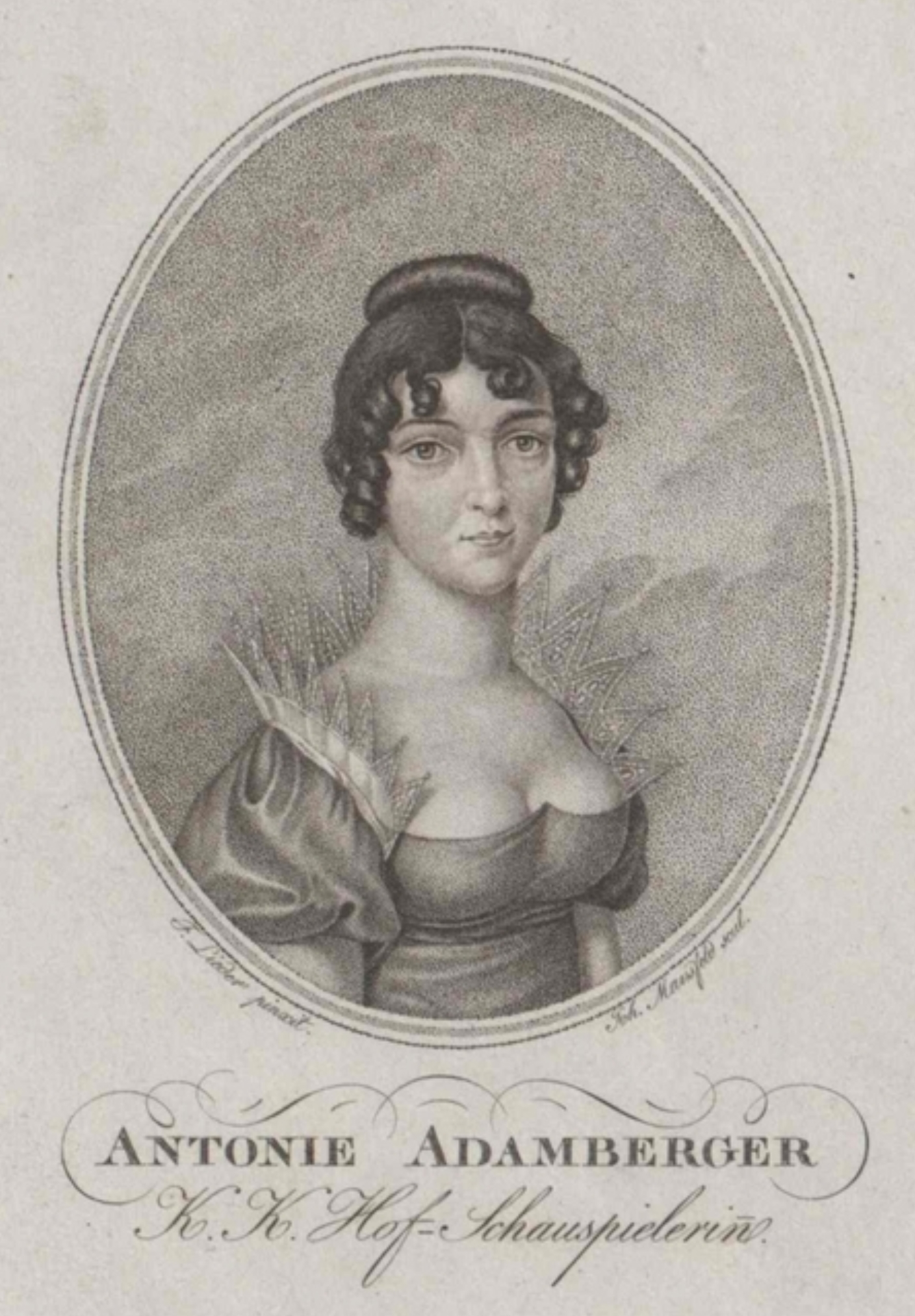
Antonie Adamberger. Gravure non datée, d'après une peinture de Friedrich Johann Gottlieb Lieder. Bibliothèque nationale autrichienne.